# Harry Green
Pour les articles homonymes, voir Green.
Harry Green (1er avril 1892 à New York - 31 mai 1958 à Londres) est un acteur américain de théâtre et de cinéma.

## Biographie
Né à New York, il était connu en tant que comédien à New York et à Londres. Il effectue une tournée en Australie en 1925-1926. Ses trois derniers films sont britanniques.

## Théâtre
Pièces jouées à Broadway :
- 1926 : The Great Adventure
- 1932 : The Great Magoo
- 1935 : The Distant Shore
- 1943 : All for All
- 1944 : The Day Will Come

## Filmographie partielle
- 1930 : Le Point faible de Thornton Freeland
- 1930 : True to the Navy de Frank Tuttle
- 1930 : The Spoilers d'Edwin Carewe
- 1930 : The Light of Western Stars de
- 1931 : No Limit de Frank Tuttle : Maxie Mindil
- 1932 : Marry Me de Wilhelm Thiele
- 1934 : La Soirée de Miss Stanhope (Coming Out Party) de John G. Blystone
- 1934 : Tu seras star à Hollywood de David Butler
- 1934 : Born to Be Bad : Adolph, L'avocat de Letty
- 1934 : Love Time de James Tinling : Adam
- 1939 : The Cisco Kid and the Lady (en) d'Herbert I. Leeds : Teasdale
- 1947 : L'Homme que j'aime de William A. Wellman : Curly Bloom
- 1957 : Un Roi à New York : l'avocat Green
- 1958 : L'heure audacieuse de Henry Cornelius : Saul Wiener